# Southwark
Southwark é um borough da Região de Londres, na Inglaterra.

## História
O nome Southwark remonta do século IX, época em que a cidade foi colonizada pelos romanos. Desde a época medieval até ao século XVIII, Southwark foi um lugar popular de prazeres ilícitos, incluindo o teatro elisabetano. Ficava a sul do Tâmisa e fora da jurisdição das autoridades da City. Os séculos XVIII e XIX trouxeram as docas, depósitos e fábricas, e o traçado das ferrovias circundou a área. Hoje predominam edifícios de escritórios. 
Este borough foi formado em 1965, com a junção dos antigos boroughs metropolitanos de Southwark, Camberwell e Bermondsey.